# (73169) 2002 GE174
(73169) 2002 GE174 – planetoida z pasa głównego asteroid okrążająca Słońce w ciągu 4,63 lat w średniej odległości 2,78 j.a. Odkryta 10 kwietnia 2002 roku.